# Biarrotte
Biarrotte är en kommun i departementet Landes i regionen Nouvelle-Aquitaine i sydvästra Frankrike. Kommunen ligger i kantonen Saint-Martin-de-Seignanx som tillhör arrondissementet Dax. År 2022 hade Biarrotte 350 invånare.

## Befolkningsutveckling
Antalet invånare i kommunen Biarrotte
Referens:INSEE